# Lento Violento …e altre storie
Lento Violento …e altre storie – dwupłytowy album Gigiego D’Agostino, wydany 27 kwietnia 2007 roku przez Noise Maker.

## Lista utworów

### CD 1
1. Gigi D’Agostino – „E Di Nuovo Cambio Casa” (2:09)
2. Gigi D’Agostino – „Impressioni Di Settembre (Bozza Grezza)” (6:53)
3. Gigi D’Agostino – „L'Uomo Sapiente” (4:18)
4. Gigi D’Agostino – „Gigi's Love (Volando)” (3:38)
5. Gigi D’Agostino& Magic Melodien – „Vorrei Fare Una Canzone (Gigi D’AgostinoTanz)” (5:18)
6. Gigi D’Agostino – „Ginnastica Mentale (F.M.)” (2:22)
7. Gigi D’Agostino& The Love Family – „Please Don't Cry (Gigi D’AgostinoF.M. Tanz)” (3:41)
8. Lento Violento Man – „Passo Folk” (4:38)
9. Gigi D’Agostino – „Lo Sbaglio (Orgoglio Mix)” (3:46)
10. Gigi D’Agostino – „Arcobaleno” (4:23)
11. Gigi D’Agostino& Ludo Dream – „Solo In Te (Gigi D’AgostinoF.M. Trip)” (3:43)
12. Gigi D’Agostino – „Ho Fatto Un Sogno (F.M.)” (4:07)
13. Gigi D’Agostino – „Gioco Armonico” (3:00)
14. Gigi D’Agostino& The Love Family – „Viaggetto” (3:30)
15. Gigi D’Agostino& The Love Family – „Stand By Me (Gigi D’Agostino& Luca Noise Trip)” (4:58)
16. Dimitri Mazza & Gigi D’Agostino – „Il Cammino (Gigi D’AgostinoF.M. Tanz)” (4:24)
17. Gigi D’Agostino – „Ginnastica Mentale” (4:57)
18. Gigi D’Agostino – „Un Mondo Migliore” (4:31)
19. Gigi D’Agostino – „Lo Sbaglio (Teatro Mix)” (4:04)

### CD 2
1. Gigi D’Agostino – „Ininterrottamente” (6:11)
2. Lento Violento Man – „Capatosta” (4:47)
3. Lento Violento Man – „Pietanza” (4:20)
4. Lento Violento Man – „Oscillazione Dag” (6:18)
5. Lento Violento Man – „Passo Felino” (5:15)
6. Lento Violento Man – „Endis” (3:48)
7. La Tana Del Suono – „Tira E Molla” (4:47)
8. Lento Violento Man – „Raggi Uonz” (4:25)
9. Lento Violento Man – „La Batteria Della Mente” (4:20)
10. Lento Violento Man – „Passo Folk (Marcia Tesa)” (4:48)
11. Lento Violento Man – „Legna Degna (F.M.)” (3:16)
12. Lento Violento Man – „Tordo Sordo” (3:40)
13. Gigi D’Agostino& The Love Family – „Please Don't Cry (Gigi D’AgostinoTanz)” (5:47)
14. Gigi D’Agostino – „Ho Fatto Un Sogno” (7:19)
15. Gigi D’Agostino – „Un Mondo Migliore (B Side)” (4:19)
16. Gigi D’Agostino – „Voyage (Assaggio Mix)” (4:58)

## Pozycje na listach przebojów
| Kraj    | Lista (2007)   | Pozycja |
| ------- | -------------- | ------- |
| Włochy  | Albums Top 100 | 3       |
| Austria | Alben Top 75   | 65      |